# いすゞロジスティクス
いすゞロジスティクス株式会社（いすずロジスティクス）は、神奈川県横浜市に本社を置く、いすゞ自動車およびグループ企業の物流会社。いすゞ自動車の子会社である。旧社名はいすゞライネックス株式会社。

## 沿革
- 1989年（平成元年）10月 - （旧）いすゞライネックス株式会社を設立。
- 1996年（平成8年）5月 - 子会社のライネックスネットワークス東日本株式会社を設立。
- 1999年（平成11年）4月 - 子会社のライネックスネットワークス西日本株式会社を設立。
- 2001年（平成13年）
  - 2月 - 子会社のライネックスネットワークス東日本株式会社へ（旧）いすゞライネックス株式会社の営業を譲渡。同時に「（新）いすゞライネックス株式会社」に商号を変更。
  - 2月 - ライネックスネットワークス西日本株式会社へライネックスネットワークス東日本株式会社の営業を譲渡。同時に「ライネックスネットワークス株式会社」に商号を変更。
  - 3月 - （旧）いすゞライネックス株式会社を解散。
- 2007年（平成19年）8月 - ISO9001:2000の認証取得。
- 2009年（平成21年）10月 - ISO9001:2008の認証取得。
- 2013年（平成25年）11月 - インドネシアにおいて、伊藤忠ロジスティクス株式会社と合弁でPT. LNX ILC INDONESIA社を設立することを発表。
- 2016年（平成28年）11月 - 藤沢新物流センター開設。
- 2021年（令和3年）10月 - アイパック株式会社を吸収合併[2]。
- 2022年（令和4年）5月 - 商号をいすゞロジスティクス株式会社へ変更。また、本社を東京都品川区南大井から神奈川県横浜市西区の横濱ゲートタワーに移転[3]。

## 事業所所在地

### 日本国内拠点
- 本社 - 横浜市西区高島（横濱ゲートタワー）
- 大阪営業所 - 大阪府泉大津市小津島町
- 藤沢駐在事務所 - 神奈川県藤沢市土棚（いすゞ自動車藤沢工場内）

- 栃木車両センター - 栃木県栃木市大平町大字伯仲
- 藤沢車両センター - 神奈川県藤沢市土棚（いすゞ自動車藤沢工場内）

- 海外部品センター - 栃木県栃木市大平町西水代
- 北海道部品センター - 北海道札幌市東区北丘珠3条
- 東北部品センター - 岩手県北上市相去町舘下
- 関東部品センター - 神奈川県藤沢市菖蒲沢
  - 北関東事業所 - 栃木県栃木市大平町西水代
    - 栃木事業所（大平） - 栃木県栃木市大平町西水代
    - 栃木事業所（岩舟）・岩舟パーツセンター - 栃木県下都賀郡岩舟町大字静戸

  - 京浜事業所 - 神奈川県藤沢市菖蒲沢
  - 藤沢事業所 - 神奈川県藤沢市円行
- 中部部品センター - 愛知県一宮市萩原町高木字西川田
- 関西部品センター - 兵庫県西宮市鳴尾浜
- 九州部品センター - 福岡県古賀市古賀

### 日本国外拠点
タイ王国
- LINEX INTERNATIONAL (THAILAND) CO.,LTD.（子会社）
- HEAD OFFICE, サムットプラーカーン県・プラプラデーン郡
- LINEX logistics Center, サムットプラーカーン県・プラプラデーン郡
- BANGPAKONG FACTORY, チョンブリー県・ムアンチョンブリー郡

インド
- ISUZU LNX LOGISTICS INDIA PRIVATE LIMITED

インドネシア
- PT. LNX ILC INDONESIA